# John Evan
John Evan (nascido John Spencer Evans; Blackpool, 28 de março de 1948) foi tecladista da banda britânica Jethro Tull,  de abril de  1970 a junho de 1980.
Foi convidado por Ian Anderson para participar do álbum Benefit. Até então, a banda nunca tinha utilizado teclado em seus trabalhos. O convite era apenas para oito meses, mas John Evan acabou ficando  por mais de dez anos.
Frequentemente era visto usando um terno branco por cima de uma camisa amarela e uma gravata cor-de-rosa, como nas fotos das capas de  War Child e Bursting Out, e em uma pintura na capa interna do álbum Aqualung.
Durante os shows, seus gestos descontrolados  lembravam pantomimas  de Harpo Marx e o Chapeleiro Maluco de Alice no País das Maravilhas.
Deixou o grupo, juntamente com David Palmer, para formar a banda Tallis. Atualmente, John Evan é um empresário do ramo da construção civil.

## Discografia
Com o Jethro Tull:
- Benefit
- Aqualung
- Thick as a Brick
- Living in the Past
- A Passion Play
- War Child
- Minstrel in the Gallery
- Too Old to Rock 'n' Roll: Too Young to Die!
- Songs from the Wood
- Heavy Horses
- Bursting Out
- Stormwatch